# Neuvelle-lès-Voisey
Neuvelle-lès-Voisey ist eine französische Gemeinde mit 67 Einwohnern (Stand 1. Januar 2022) im Département Haute-Marne in der Region Grand Est; sie gehört zum Arrondissement Langres. Die Bewohner werden Neuvillois und Neuvilloises genannt.

## Geografie
Neuvelle-lès-Voisey liegt rund 55 Kilometer südöstlich der Stadt Chaumont an der Grenze zum Département Haute-Saône.

## Geschichte
Neuvelle-lès-Voisey war bis 1789 Teil der Bailliage de Langres innerhalb der königlichen Provinz Champagne. Die Mechanisierung der Landwirtschaft führte zu einer starken Abwanderung im späten 19. Jahrhundert und im 20. Jahrhundert. Die Gemeinde gehörte von 1793 bis 1801 zum District Bourbonne.

## Bevölkerungsentwicklung
| Jahr                       | 1962 | 1968 | 1975 | 1982 | 1990 | 1999 | 2006 | 2012 | 2019 |
| Einwohner                  | 157  | 154  | 161  | 144  | 115  | 119  | 97   | 84   | 68   |
| Quellen: Cassini und INSEE |      |      |      |      |      |      |      |      |      |

## Sehenswürdigkeiten
- Kirche Saint-Genest aus 16. bis 19. Jahrhundert, Chor seit 1989 als Monument historique eingeschrieben
- Wegkreuz an der D124 südöstlich des Dorfes